# Naturschutzgebiet Wallberge und Kreidescholle bei Alt Gatschow
Koordinaten: 53° 50′ 19,5″ N, 13° 4′ 38,4″ O

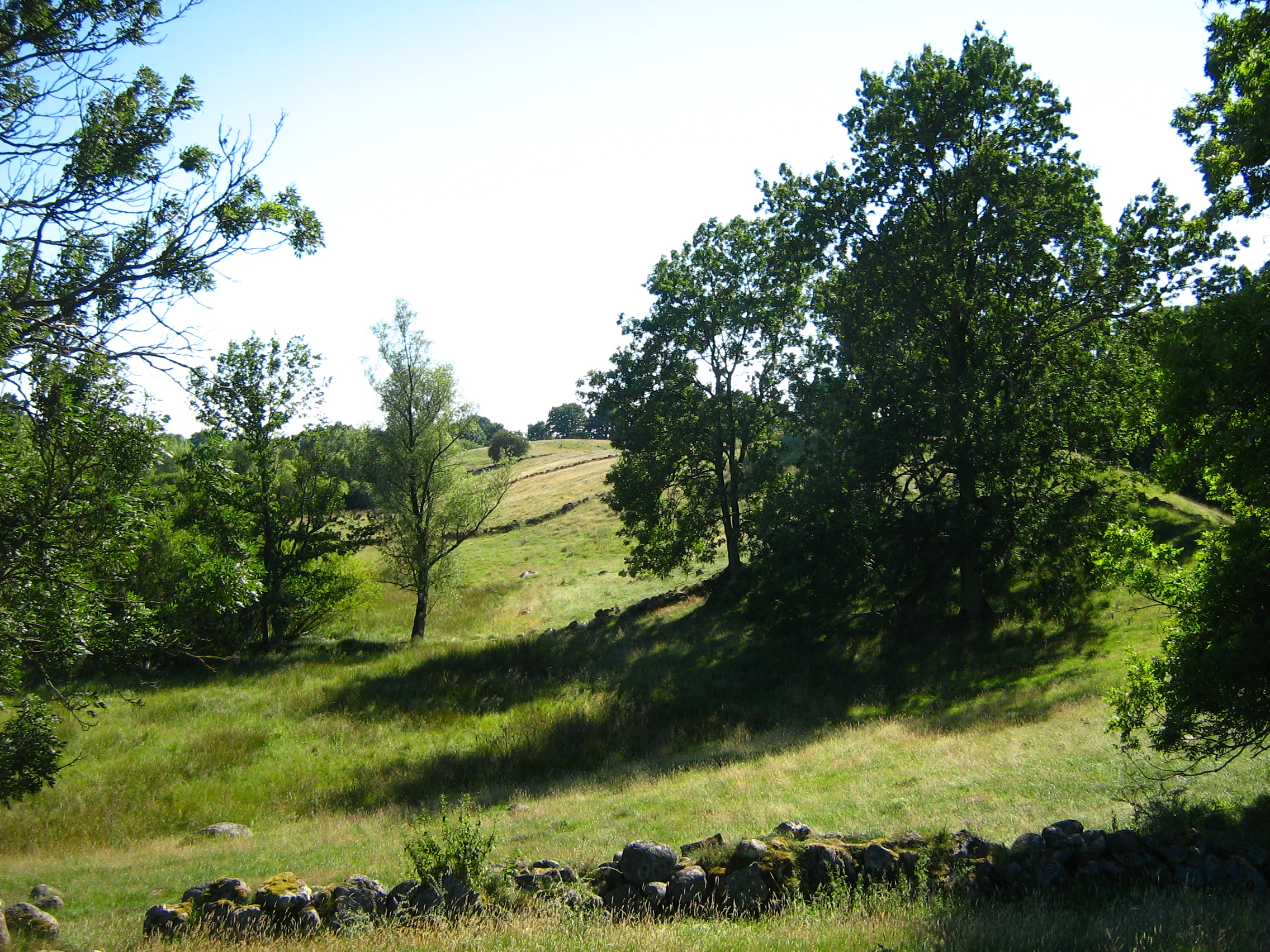
Blick in das Naturschutzgebiet mit Lesesteinmauer

Das Naturschutzgebiet Wallberge und Kreidescholle bei Alt Gatschow ist ein Naturschutzgebiet in Mecklenburg-Vorpommern südlich von Demmin. Der namensgebende Ort Alt Gatschow befindet sich unweit westlich.
Die rechtliche Festsetzung des 20 Hektar umfassenden Gebietes erfolgte am 14. Februar 1941. Im Jahr 1994 wurden das Schutzgebiet erweitert. Der Schutzzweck besteht im Erhalt eines als Wallberge bezeichneten Oszuges sowie von zwei Kreideschollen im Nordende. Die Flächen werden seit dem Mittelalter beweidet und sind mit Magerrasen bedeckt.
Der Gebietszustand wird als gut eingestuft. Die Flächen werden ganzjährig mit Gotlandschafen beweidet. Die Flächens sind Bestandteil des FFH-Gebiets Tollensetal mit Zuflüssen  Ein Betreten ist im Nordbereich durch einen öffentlichen Weg möglich. 

## Geschichte
Das Naturschutzgebiet ist Bestandteil eines eiszeitlich entstandenen Oszuges, der sich auf einer Länge von ca. 35 Kilometern von Gatschow bis nach Varchentin erstreckt. Typische Merkmale eines Oses lassen sich durch die beiden Osgräben und einen gepressten Kern aus Geschiebemergel ablesen. Die beiden Kreideschollen im Nordteil wurden durch Abgrabungen verkleinert. Ursprünglich zerstreut im Gebiet liegende Findlinge wurden zu Lesesteinmauern aufgeschichtet. Der größte Findling ist der Teufelsstein im Nordteil. Eine örtliche Sage versucht die Entstehung des Steines zu deuten.
Die Flächen werden seit dem Mittelalter als Schafweide genutzt. Die Schwedische Matrikelkarte aus dem Jahr 1698 zeigt mehrere beweidete Streifen mit verschiedenen Eigentümern. Noch vor der Unterschutzstellung des Gebietes wurden Kies und Kreide abgebaut. Weidetiere zu DDR-Zeiten waren Jungrinder und Schafe. Da die Weideintensität abnahm, konnten sich Gehölze wie Schlehe, Rose, Weißdorn, Eiche und Esche ausbreiten. Die Beweidung wurde in den 1990er Jahren wieder intensiviert. Weiterhin förderte die Entnahme von Gehölzen das Erreichen des eigentlichen Schutzzwecks.

## Pflanzen- und Tierwelt
Im Gebiet wurden 245 Pflanzenarten nachgewiesen. Grasnelke, Schaf-Schwingel und Kammgras sind typische Vertreter  neben zahlreichen Gehölzarten. 
Eingestreut befindet sich eine Feuchtwiese mit Seggen und Binsen. Auf den Lesesteinmauern haben sich Flechten und Moose angesiedelt. Entlang der Osgräben befinden sich Feuchtweiden mit Breitblättrigem Knabenkraut, Natternzunge, Teufelsabbiss, Trollblume, Sumpf-Pippau und Gelber Wiesenraute.
Brutvögel im Gebiet sind Neuntöter und Sperbergrasmücke.